# Scotch (groupe italien)
Pour les articles homonymes, voir Scotch.
Scotch est un groupe italien d'Italo disco, actif entre 1983 et 2003. Pendant son existence, il est composé de deux membres italiens, Fabio Margutti (synthétiseur) et Vince Lancini (chanteur). Scotch est principalement connu pour ses titres Disco Band en 1984 et Take Me Up en 1985.

## Histoire
Le premier succès du groupe est Penguin's Invasion, un titre instrumental écrit par Manlio Cangelli. Environ trois mois après sa sortie, il est décidé d'en faire une version chantée et Vince Lancini est choisi comme chanteur. Fabio Margutti, compositeur, et Vince Lancini, auteur, rejoint ensuite le groupe.
Le single Disco Band est également très bien accueilli en 1985 en Allemagne et est samplé par le groupe allemand de techno Scooter dans son morceau de 2007 Lass Unz Tanzen.
Mirage est ravivé par le duo de dance italien Paps'n'Skar en 2004, et redevient un slogan estival après avoir été choisi comme bande sonore pour la célèbre société de téléphonie mobile TIM (entreprise)TIM. 

## Discographie
- 1983 : Penguins' Invasion
- 1984 : Disco Band (28e en Italie, 3e en Allemagne, 20e en Suède, 4e en Suisse, 1er en Autriche, 4e au Portugal[2])
- 1984 : Delirio Mind
- 1985 : Take Me Up
- 1986 : Mirage
- 1986 : Money Runner
- 1986 : Pictures
- 1987 : Man to Man

## Classements
| Titre        | Album          | Pays    | Meilleure position | Nombre de semaines | Référence(s) |
| ------------ | -------------- | ------- | ------------------ | ------------------ | ------------ |
| Mirage       | Best of Scotch | Suède   | 2                  | 5                  | [ 3 ]        |
| Disco Band   | Evolution      | Suisse  | 4                  | 15                 | [ 4 ]        |
| Delirio Mind | Best of Scotch | Suède   | 5                  | 5                  | [ 3 ]        |
| Take Me Up   | Evolution      | France  | 10                 | 19                 | [ 5 ]        |
| Money Runner | Best of Scotch | Norvège | 10                 | 1                  | [ 6 ]        |

| Titre     | Album | Pays | Meilleure position | Référence(s) |
| --------- | ----- | ---- | ------------------ | ------------ |
| Evolution | Suède | 4    | 17                 | [ 3 ]        |

## Vidéographie
- [vidéo] « Interprétation live de Disco Band en 2009 », sur YouTube
- [vidéo] « Clip de Take Me Up », sur YouTube